# Hortensia Gugelberg von Moos

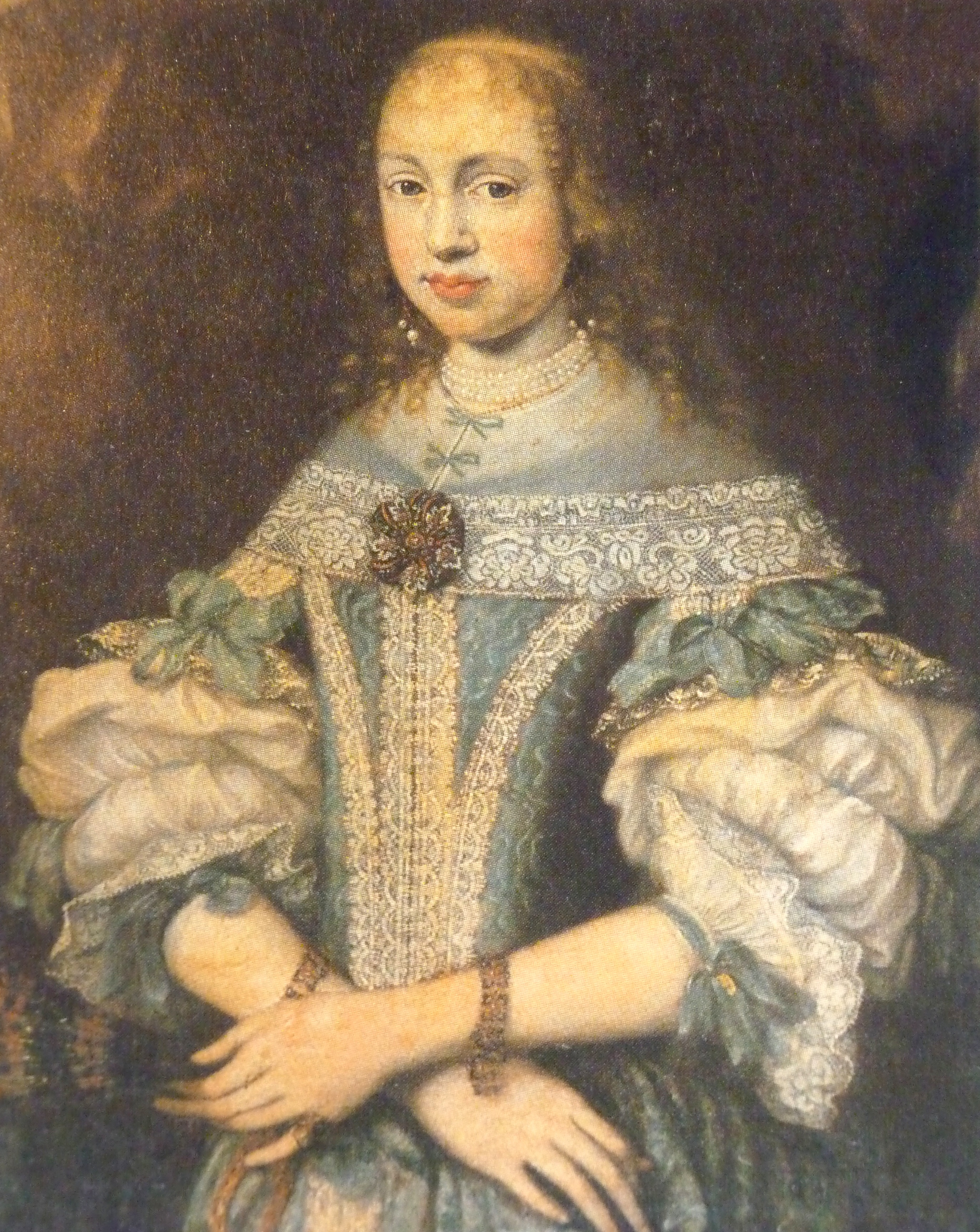
Hortensia Gugelberg
von Moos als junge Frau um 1680

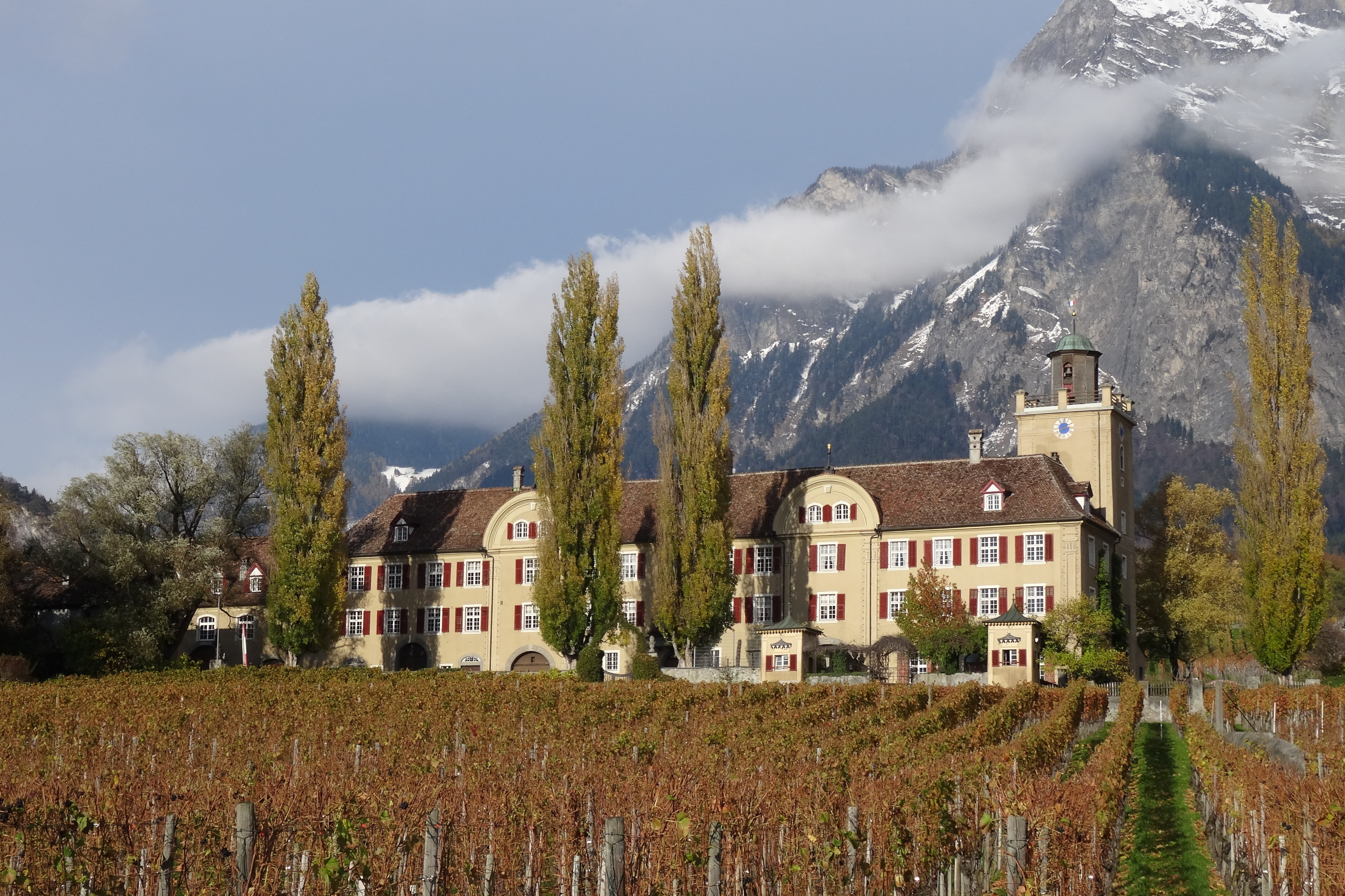
Schloss Salenegg bei Maienfeld

Hortensia Gugelberg von Moos, geb. von Salis (* 1659 in Maienfeld; † 2. Juli 1715 ebenda) war eine Schweizer Ärztin, Publizistin, Forscherin und Schriftstellerin aus dem Kanton Graubünden.

## Leben
Hortensia Gugelberg war das älteste Kind des Stadtvogtes Gubert von Salis und von dessen Frau Ursula von Salis. Sie wuchs im Schloss Salenegg in Maienfeld auf und wurde von einem Hauslehrer in Lesen, Schreiben und Mathematik unterrichtet. Später bildete sie sich im Selbststudium weiter. Ihre Grossmutter mütterlicherseits, Hortensia (1607–1675), selber Ärztin und Gelehrte, unterstützte ihre wissbegierige Enkelin. 1682 heiratete sie ihren Cousin Rudolf Gugelberg von Moos. Ihre Kinder starben jung und um 1692 starb ihr Mann als Leutnant in einer Schlacht in französischen Diensten.
Hortensia Gugelberg bildete sich vor allem in naturkundlichen Fächern weiter und korrespondierte mit Gelehrten wie Johann Heinrich Heidegger und Johann Jakob Scheuchzer. Sie wurde eine erfolgreiche Naturärztin und die Patienten kamen von weit her, um sich von ihr behandeln zu lassen. Auch soll sie eine der ersten Frauen gewesen sein, die eine Obduktion vorgenommen hat – an einem verstorbenen Knecht. Ihr Haus in Maienfeld war neben einer Anlaufstelle für Hilfesuchende auch ein Treffpunkt gebildeter Menschen und rege korrespondierte sie mit Wissenschaftlern aus verschiedenen Universitäten und Fakultäten. Die Calvinistin äusserte sich oft zu religiösen Fragen und verlangte für Frauen wie Männer das gleiche Recht auf Freiheit und Gleichheit im Reich des Geistes, wie auch das Recht zur Verkündigung des Evangeliums. Als sie diese Forderungen auf das gesamte öffentliche Leben ausweitete, regte sich Widerspruch; Kritiker nannten sie eine «kluge Schlange».
Ihre erste Publikation erschien um 1694 unter dem Titel Glaubens-Rechenschafft, in der sie sich dezidiert gegen die den Frauen auferlegte Pflicht wandte, sich des Denkens zu enthalten. Ihre zweite Schrift wurde 1696 unter dem Pseudonym «hochadlige Dame» veröffentlicht. In diesen Conversations-Gesprächen legte sie ihr grosses Wissen in medizinischen und philosophischen Fragen dar und setzte sich für das Recht auf geistige Entfaltung der Gelehrten ein. Damit legte sie einen Grundstein für den Anspruch der Frauen auf Bildung und Handlungsraum in der Gesellschaft. Ihre vornehme Herkunft und die Macht der Familie von Salis schützten sie vor Anfeindungen und Rufmord.
Hortensia Gugelberg von Moos verstarb hoch angesehen in Maienfeld im Alter von 56 Jahren.

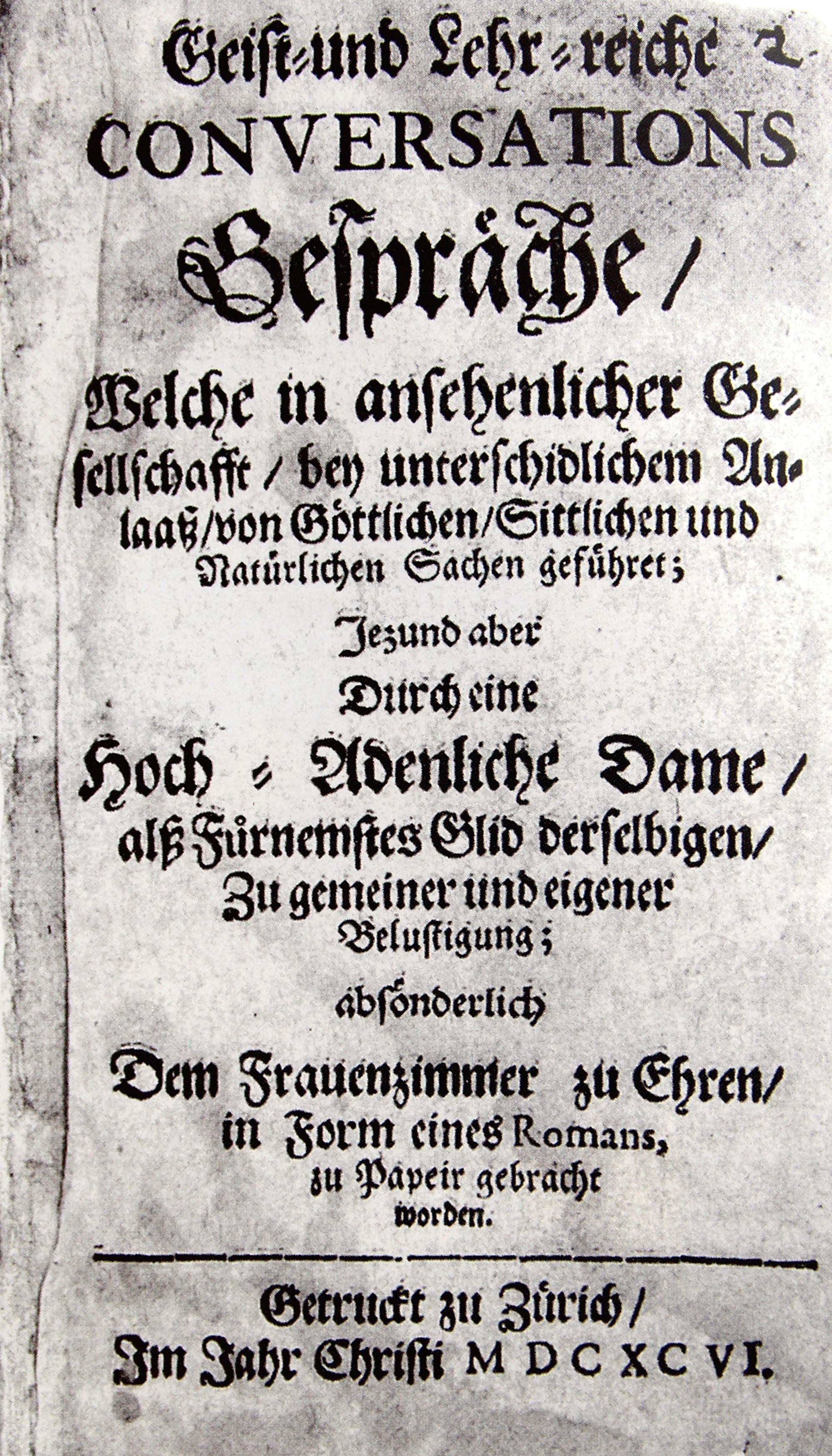
Titelblatt der «Conversations-Gespräche», 1696
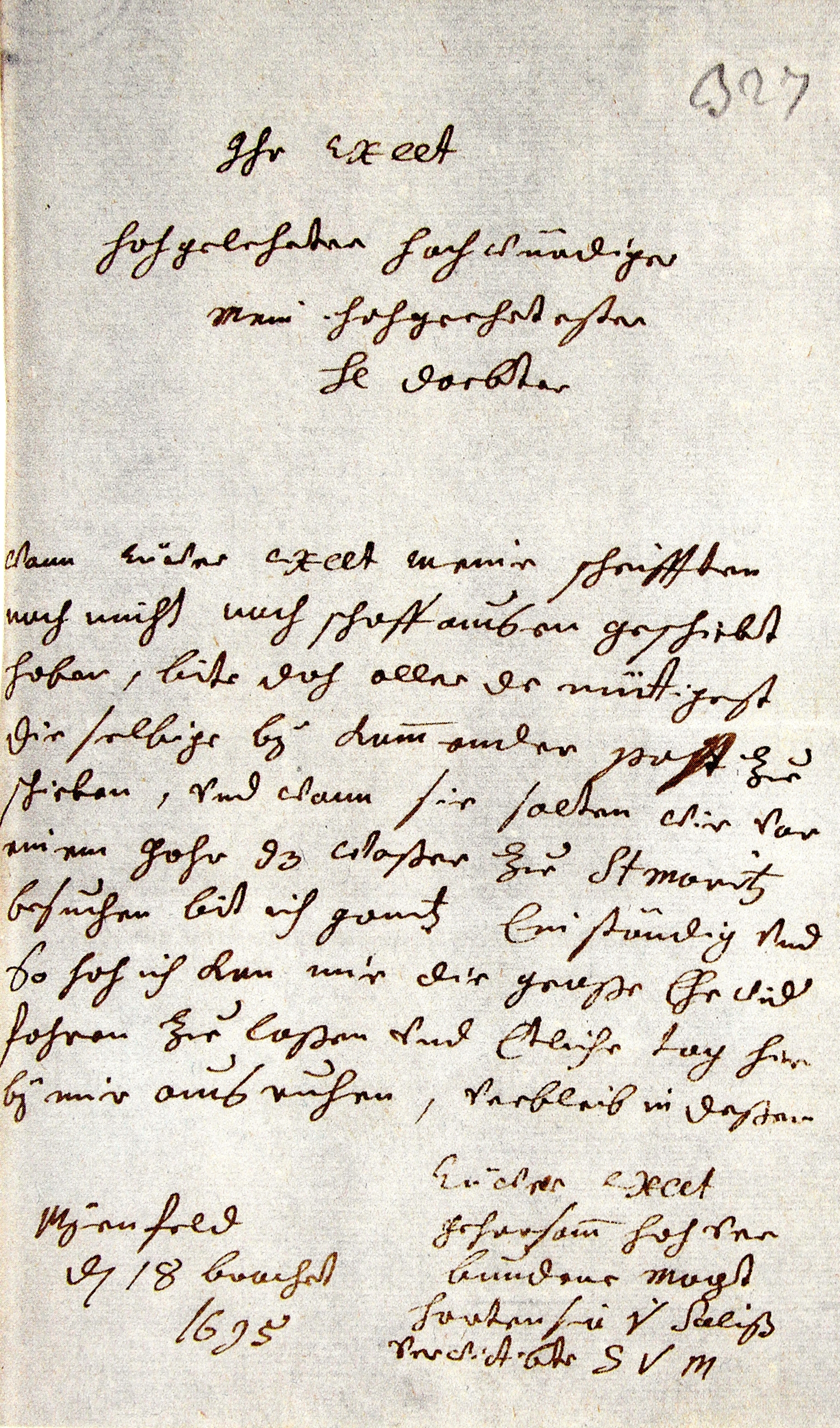
Brief an den Zürcher Theologen Johann Heinrich Heidegger

## Werke
- Glaubens-Rechenschafft; Conversations-Gespräche; Gebät. Hrsg. und mit einem Vorwort von Maya Widmer. Haupt, Bern 2003, ISBN 3-258-06632-9 (Schweizer Texte Neue Folge. 19).